# Feinwerktechnik Hago

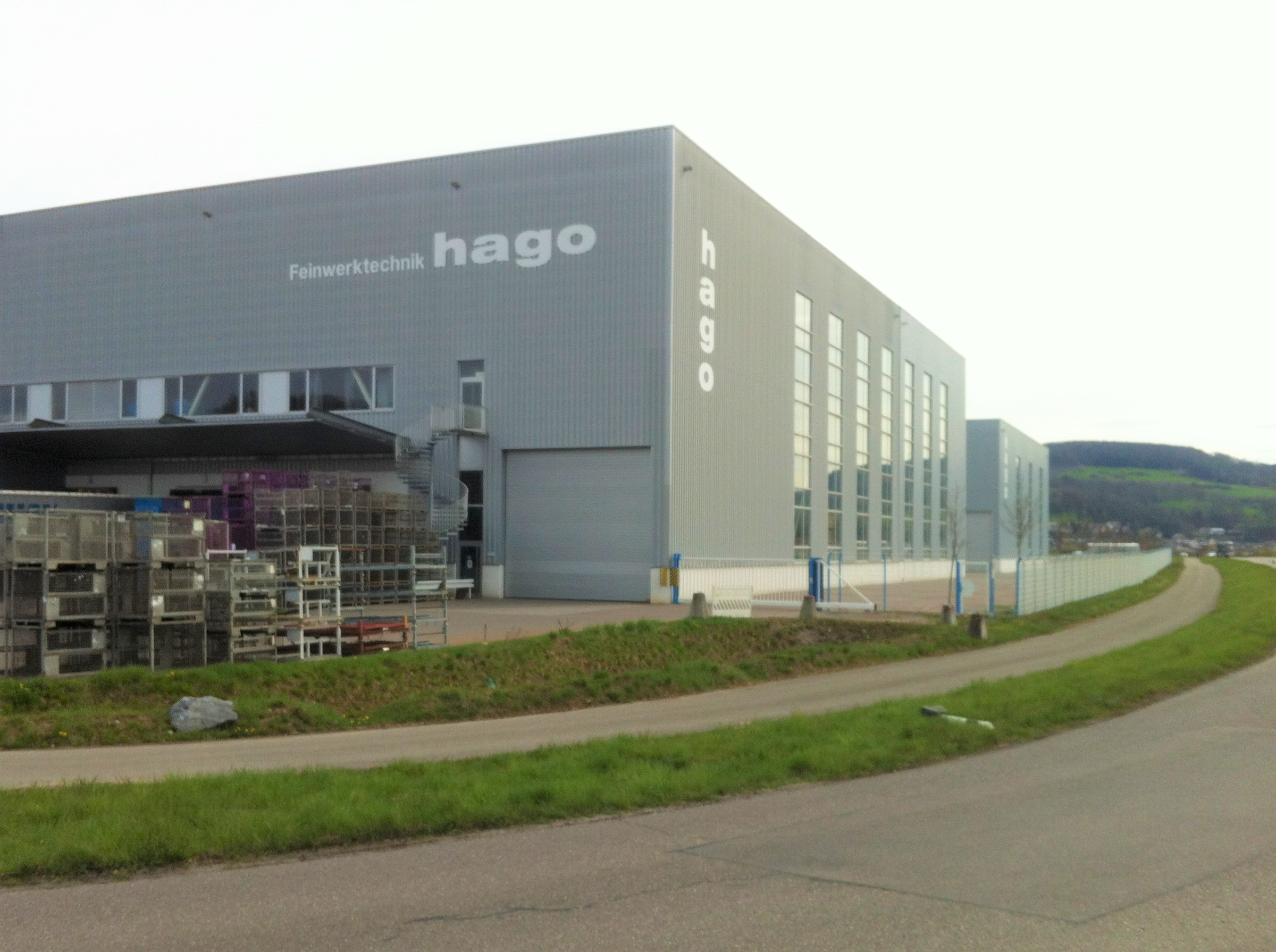
Die Firmenanlage an der Landstraße 161 Süd

Die Feinwerktechnik Hago GmbH (Eigenschreibweise: Feinwerktechnik hago) in der Gemeinde Küssaberg im Landkreis Waldshut in Baden-Württemberg ist ein inhabergeführtes Unternehmen mit Spezialisierung auf hochwertige Blechumformung und Blechstanzung. Der Schwerpunkt liegt auf der Herstellung von Stahl- und Blechteilen für die Automobilindustrie.

## Standorte
Die hago befindet sich im Gewerbegebiet Unter Greut bei Ettikon in der Gemeinde Küssaberg nahe der Grenze zwischen Deutschland und der Schweiz. Seit 2016 hat die Firma einen zusätzlichen Standort im Süden der USA, in Iuka (Mississippi), die hago Automotive Cooperation. Die „Strategische Einkaufsabteilung“ befindet sich am deutschen Standort Küssaberg.

## Geschichte
Gegründet 1970 mit zwei Mitarbeitern entwickelte sich das Unternehmen von einem mittelständischen Vorrichtungs- und Werkzeugbau zu einem Generalisten in der Blechbearbeitung mit über 700 Mitarbeitern. Gegründet wurde sie durch die Gesellschafter Rolf Haberstock, Hartmut Arzner und Klaus Göhrich in Küssaberg-Kadelburg. 1978 erfolgte der Umzug ins Gewerbegebiet Küssaberg, Unter Greut 4.

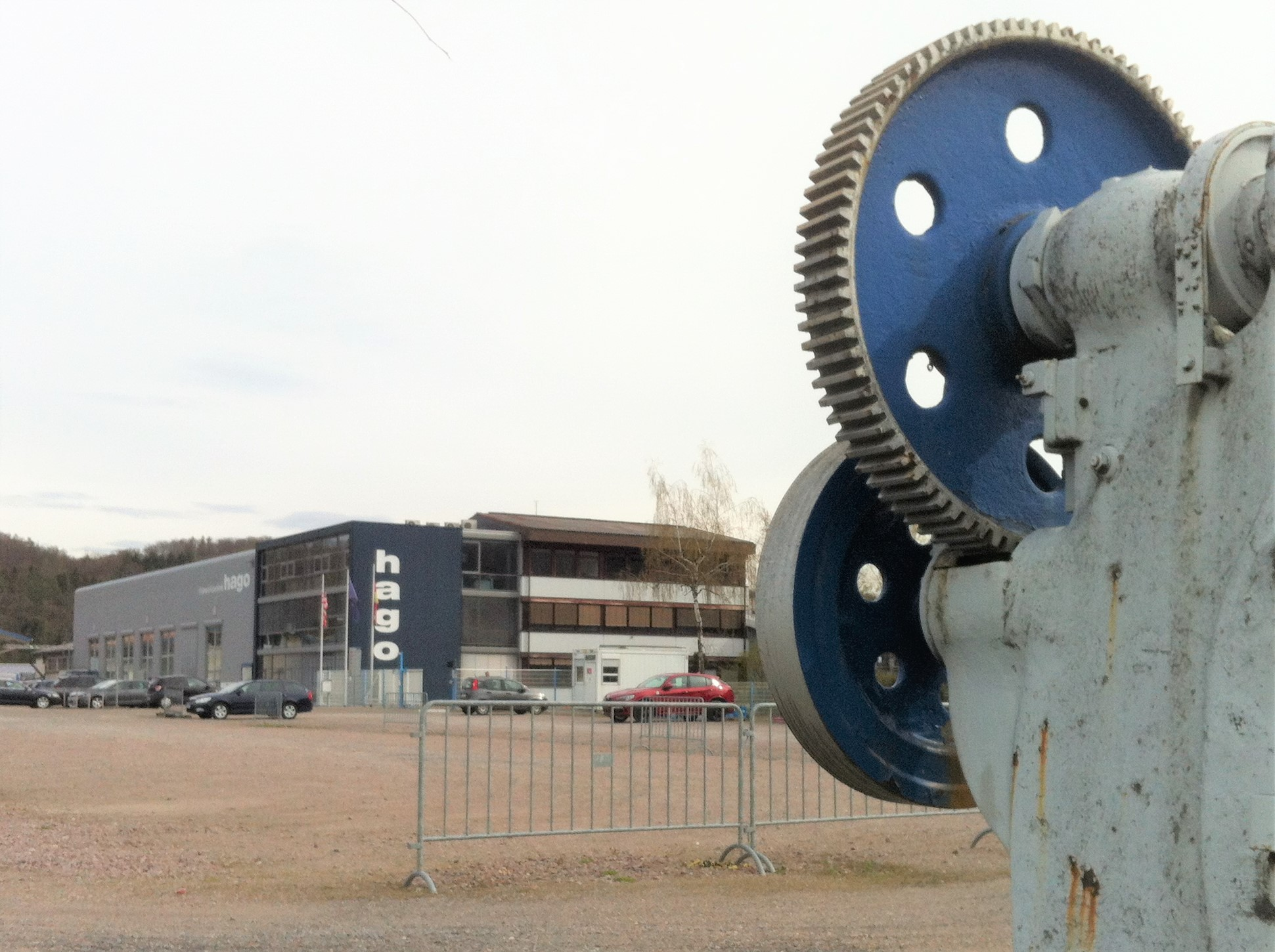
Eingangsbereich der hago im Gewerbegebiet von Küssaberg

1982 wurde die Lasertechnologie zur zweidimensionalen Blechbearbeitung eingeführt. Weitere technische Innovationen erfolgten 1990, 2007 und 2016.
1996 erfolgte eine Zertifizierung nach DIN ISO 9001.
2001 wurde ein neues Verwaltungsgebäude bezogen und 2004 der Werkzeugbau durch einen Neubau erweitert.
2005 wurde in einer neuen Halle die automatisierte Produktion mit Anbindung an zwei Hochregallager in Betrieb genommen.
2013 war die Eröffnung des Ausbildungszentrums.
2016 kam es zur Gründung der Tochtergesellschaft hago Automotive Corp. in den USA zur Erschließung des amerikanischen Marktes.
Im selben Jahr erfolgte die Anschaffung eines 3D-Druckers, mit dem im additiven Fertigungsverfahren Bauteile aus Metall gedruckt werden.
2020 wurde ein Logistikzentrum für Fertigwarenartikel in Betrieb genommen (Logistikzentrum Reiherwald, ehemals Lauffenmühle).
2021 plant die Firma aufgrund von Marktveränderungen, „etwa dem Trend zu alternativen Antrieben“ und entsprechender Produkte den Bau einer neuen Halle im Gewerbegebiet Greuth, das dazu um zwei Hektar erweitert werden muss. Als Ausgleichsfläche soll auf der Gemarkung Reckingen ein Acker in eine Magerwiese umgewandelt werden.

## Geschäftsdaten
Ein Umsatz von über 100 Millionen Euro wurde erstmals 2011 erreicht. Der Gewinn lag 2019 nach zwei verlustreichen Jahren bei ca. 3 Millionen Euro. Beim Umsatz 2019 entfielen auf den Materialaufwand 105 Millionen Euro, auf Löhne und Gehälter 34,5 Millionen Euro.

## Personalien
Hartmut Arzner ist seit Gründung Geschäftsführer. Manfred Boll als Geschäftsführer schied am 26. März 2007 aus. Am 7. Januar 2009 wurde Daniel Hauser zweiter Geschäftsführer. Ab 2. Januar 2013 verantwortet Stephanie Bitterli als geschäftsführende Gesellschafterin die Bereiche Finanzen und Controlling. Seit dem 24. Januar 2019 ist Marcel Wegmann weiterer Geschäftsführer.

## Betriebliches und soziales Engagement
Schwerpunkt sind Schulkooperationen, 12 waren es 2018, damals neu mit der Grund- und Werkrealschule Gurtweil, der Realschule Jestetten, der Gemeinschaftsschule Klettgau und der Alemannenschule Wutöschingen. Das Unternehmen will mit den Schulkooperationen dem Fachkräftemangel entgegenwirken. Die hago hatte 2018 54 Auszubildende im handwerklichen Bereich. Gemeinsam mit den kaufmännischen Auszubildenden 60 für insgesamt 14 verschiedene Berufe.
Die hago teilt das Projekt Digiscout des Rationalisierungs- und Innovationszentrum der Deutschen Wirtschaft und der IHK Hochrhein-Bodensee, in dem Auszubildende und ihre Ausbildungsleiter für sechs Monate abteilungsübergreifend an Neuerungen im Betrieb arbeiten – so an einer App, um die Reisekosten- und Spesenabrechnungen zu rationalisieren sowie an der digitalen Vernetzung einer Abteilung mit 17 analogen Maschinen, die untereinander nicht verbunden sind.
Unterstützt werden auch Initiativen und Einrichtungen im regionalen Umfeld, unter anderem die Jugendfeuerwehr Küssaberg.